# Hermine Schneider (Schriftstellerin)
Hermine Schneider, geb. Frick (* 26. März 1855 in Frankenthal; † 1911) war eine deutsche Schriftstellerin, die auch unter ihrem früheren Namen Hermine Louran und unter dem Pseudonym H. Waldemar publizierte.

## Leben
Hermine Schneider war das Kind eines bayerischen Beamten und erhielt ihren ersten Unterricht im elterlichen Hause. Ihr Vater starb, als sie 17 Jahre alt war. Sie übernahm daraufhin eine Stellung als Erzieherin, heiratete nach einem halben Jahr aber den Ingenieur Louran, mit dem sie viele Jahre in Speier lebte. Nach dem Tode ihres Mannes begann sie schriftstellerisch zu arbeiten und zog 1889 nach München, wo sie als Redakteurin der Zeitschrift Das Hausmütterchen arbeitete. 1891 zog sie nach Berlin und 1894 nach Zittau. Im Jahre 1900 verheiratete sie sich mit dem Pastor Schneider und zog nach Auerbach im Erzgebirge.

## Werke
- Försters Trude. Novelle von H. Waldemar. Glaser, Stuttgart 1886.[3]
- Aus vornehmen Kreisen. 2 Erzählungen für das reifere Mädchenalter. Bardtenschlager, Reutlingen 1888.[4]
- Unterm Christbaum. 6 Erzählungen für junge Mädchen. Rauert & Rocco, Leipzig 1888.
- Musikalische Lebensbilder. Von Hermine Louran. Süddeutsches Verlags-Institut, Stuttgart 1890.
- Am Ziel. Roman. 2 Teile. in 1 Band. Kiepert, Freiburg 1890.[5]
- In der letzten Stunde. Roman. 2 Teile in 1 Band. Janke, Berlin 1891.
- In der letzten Stunde. Roman von H. Waldemar. 2 Teile in 1 Bande. Janke, Berlin 1891.
- Die Baugräfin. Original-Roman von H. Waldemar. Schönwandt, Guben/Berlin 1892.
- Minnis Leiden und Freuden. Erzählung für junge Mädchen. Meidinger, Berlin 1892.
- Freud’ und Leid. Erzählungen für junge Mädchen. Effenberger, Stuttgart 1895.
- Das Kleeblatt. Erzählungen für junge Mädchen. Bardtenschlager, Reutlingen 1906.
- Die wilde Ilse. Eine Erzählung für junge Mädchen. Bardtenschlager, Reutlingen 1906.